# Westfaliska Kronorden
Westfaliska Kronorden (tyska: Orden der Westphälischen Krone) var en Westfalisk orden instiftad den 25 december 1809 i Paris av Jérôme Bonaparte. Den utdelades av Westfalens konung, som var ordens stormästare. Orden upphörde då Preussen tog över Konungariket Westfalen, och man förbjöd dess användande den 26 februari 1815.

## Mottagare
- Jérôme Bonaparte
- Pierre Alexandre Le Camus